# Thijs Niemantsverdriet
Thijs Niemantsverdriet (1978— ) es un periodista holandés, y desde 2004, redactor de la semanal Vrij Nederland. En 2008 ganó el premio periodístico "De Tegel" por sus retratos del Diputado al Parlamento Europeo Joost Lagendijk y el ministro holandés de Asuntos Exteriores Frans Timmermans.